# Кагинава
Кагинава (яп. 鈎縄, крюк на верёвке: kagi — крюк, nawa — верёвка) — разновидность абордажного крюка, использовавшегося в феодальной Японии самураями, их вассалами и ниндзя.

## Строение
В разных конфигурациях кагинава имелось от одного до четырёх крюков. Крюк прикреплялся к верёвке различной длины, которая изготавливалась из женского либо конского волоса.

## Использование
Кагинава использовалась для преодоления высоких стен, прикрепления к судам или подвешивания доспехов и инвентаря на ночь. Кагинава регулярно использовалась во время осад замков. Верёвка на одном конце имела кольцо, которое использовалось для подвешивания кагинавы на седло.
Несмотря на то, что кагинава была предназначена для преодоления препятствий, она также могла быть использована и как оружие: для стаскивания воинов из седла или со стен замка, сбивания с ног; ей связывали пленённых противников Также, согласно Сёнинки, включена в список синоби ругу — вещей, необходимых ниндзя при поездке в другую провинцию.